# Тысячелетье (район Ченстоховы)
Тысячелетье (пол. Tysiąclecie)- район Ченстоховы, расположенный к северу от центра города.
Район был застроен блочными домами в 60-х годах XX века — десятилетия, когда отмечалось Тысячелетие крещения Польши, также официально отмечавшееся как Тысячелетие польского государства. Раньше называли Завадами, от имени Карола Завады (1860—1916), помолога, к которому принадлежали находившиеся здесь пригородные сады и поля.
В начале XX века на части земель Завады стояли казармы, российских 7 и 8-го стрелковых полк и 2 стрелковая бригада. В годы II мировой войны казармы был превращены в лагерь «Nordkaserne» (входил в Шталаг 367), где сидели советские, а потом и итальянские военнопленные (среди них был писатель Джованни Гуарески). После освобождения в зданиях размещался советский госпиталь, а с конца 40-х годов XX века их занимает Ченстоховский Политехнический институт.
Одна из улиц Тысячелетья была названа в честь освободителя города гвардии майора Семёна Хохрякова, ещё одна была названа улица 16 января, дня освобождения города Красной армией, на пересечении этих улиц стоял танк-памятник Т-34-85. В 90-х улица Хохрякова была переименована в ул Куприньского-Понурого, польского диверсанта Армии Крайовой, не имевшего к освобождению родного города никакого отношения, улица 16 января была переименована в Кедринскую, а танк-памятник снесён.